# Fuzil Tabatière

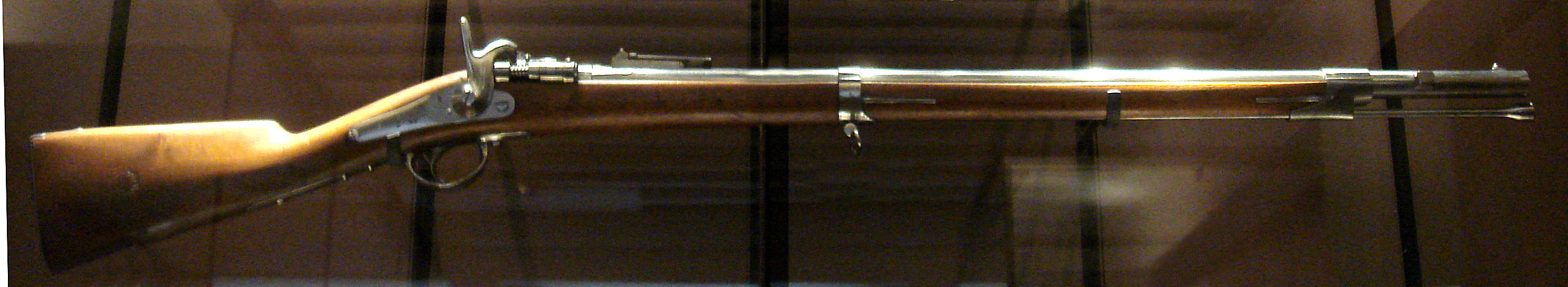
O fuzil Tabatière modèle 1867.

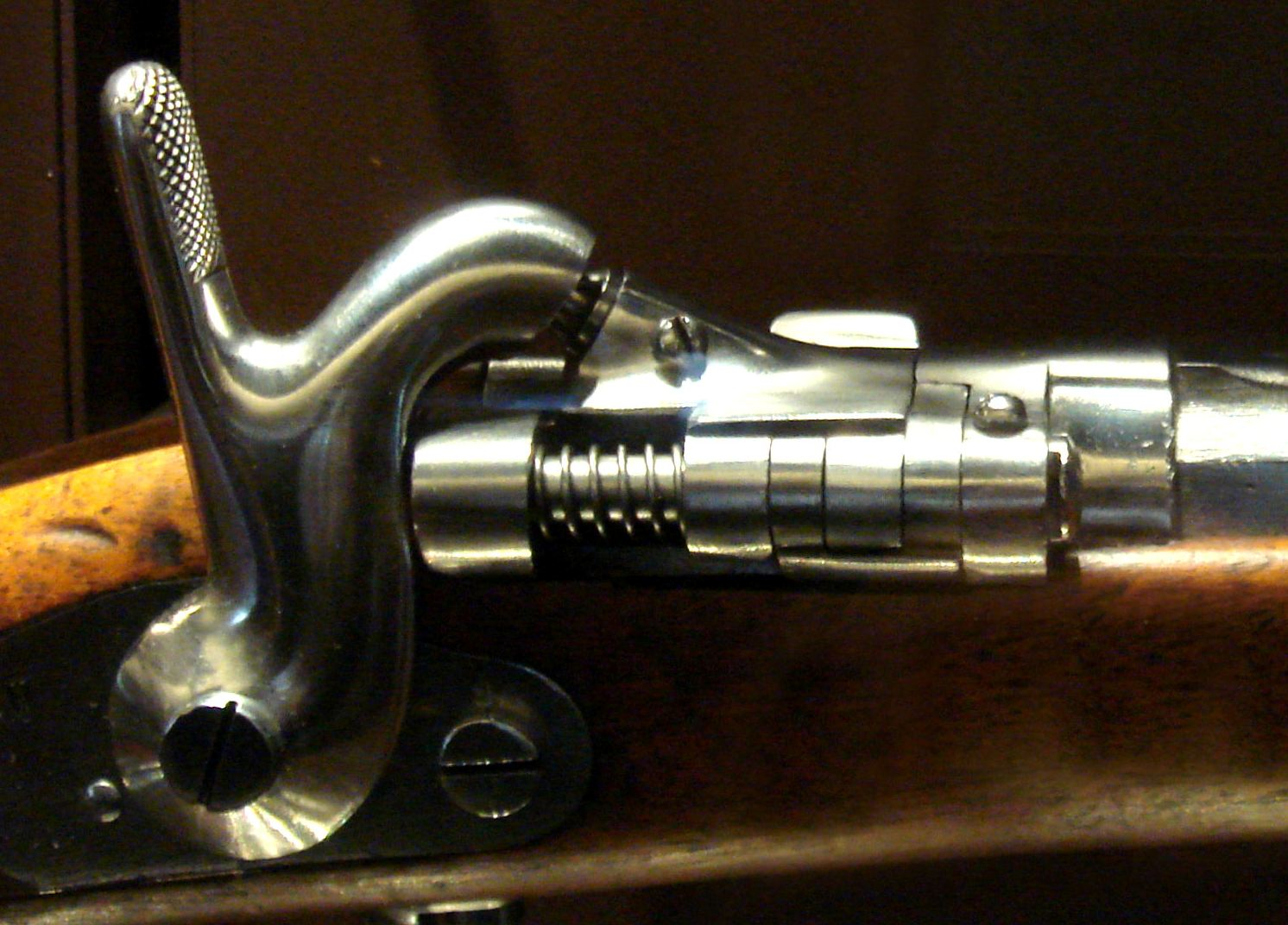
Detalhe do sistema de fechamento da culatra do Tabatière modèle 1867.

O Tabatière ou Snider-Tabatière é um fuzil francês por retrocarga desenvolvido em 1864, baseado no mecanismo de agulha criado pelo americano Jacob Snider. O nome "Tabatière" se deve ao fato do sistema de retrocarga da arma, quando aberto, se assemelhar a uma Tabaqueira, em francês Tabatière.

## Histórico

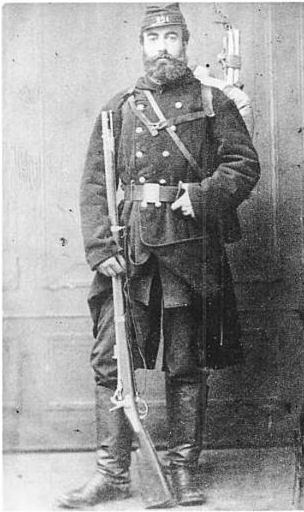
Soldado francês armado com fuzil Tabatière.

Na segunda metade do século XIX, para reduzir os seus gastos com a defesa, os países que possuíam capacidade industrial militar procuraram transformar seus velhos fuzis de antecarga (carregamento pela boca) em armas de retrocarga, especialmente após a arrasadora vitória prussiana na  Guerra Austro-Prussiana de 1866, que provou a clara superioridade dos fuzis de retrocarga prussianos Fuzil Dreyse frente aos fuzis estriados austríacos Lorenz ainda de antecarga.
A Grã-Bretanha converteu os mosquetes estriados "Pattern 1853 Enfield", que se encontravam entre as melhores armas de carregamento pela boca da época, adaptando-os ao sistema desenvolvido pelo americano Jacob Snider. O resultado, o Snider-Enfield, triplicou a velocidade de disparo e se converteu na principal arma do exército britânico até ser substituído pelo fuzil Martini–Henry em 1874. Do mesmo modo a França converteu seus fuzis Minié para o "sistema Snider", resultando no fuzil Tabatière. Os fuzis Tabatière tiveram vida curta no exército francês, já que foram rapidamente preteridos pelos Chassepot, com melhor desempenho.
O sistema Tabatière foi desenvolvido a partir de 1864 como uma forma de converter várias armas de carregamento pela boca (geralmente rifles Minié) em armas de carregamento pela culatra, em um processo semelhante ao do Snider-Enfield na Grã-Bretanha ou do Springfield Model 1866 nos Estados Unidos Estados.
A maior parte do trabalho de conversão foi realizado na época da Guerra Franco-Prussiana. Em julho de 1870, cerca de 358.000 fuzis foram convertidos, enquanto 1,4 milhão de fuzis por antecarga permaneceram em sua configuração original.
Em 1867 foi criada uma nova versão do fuzil Tabatière, o "Tabatière modèle 1867".

## Características distintas

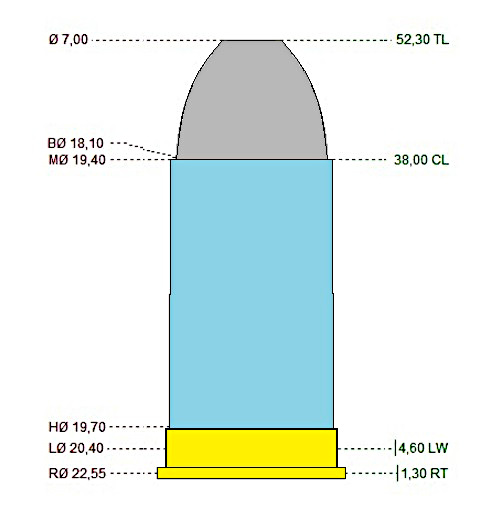
O poderoso cartucho do
fuzil Tabatière modèle 1867.

O fuzil Tabatière é uma arma convertida de calibre muito grande (17,8 mm), e devido a isso, a área atrás do bloco da culatra tem um recorte acentuado para permitir a extração do grande cartucho. A maioria deles foi convertida durante a Guerra de 1870-71, os receptores e blocos da culatra são freqüentemente vistos em bronze ao invés de ferro. Já o cão, tem um formato inconfundível, tornando praticamente impossível não reconhecer um fuzil Tabatière, acima de quaisquer outras características.
A munição era um cartucho de fogo central semelhante a um cartucho de espingarda calibre 12 encurtado. Tinha corpo de papelão azul e base de latão, com 52 mm de comprimento (38 mm de estojo) e comportava uma bala de 17,7 mm de diâmetro até o modelo de 1866 e 18 mm de diâmetro no modelo de 1867; o modelo original do fuzil, de 1874, usava uma versão mais curta do cartucho, com estojo de 32 mm, e todo em latão. Este sistema de armas foi reconhecido como balisticamente inferior ao fuzil Chassepot, portanto, era usado por tropas da segunda linha e em funções defensivas.

## Legado
Os fuzis Tabatière são comumente encontrados hoje como "armas Zulu", depois que os fuzis foram convertidos em espingardas e vendidos a preços baixos no início do século XX.